# Dadaistisches Manifest (Huelsenbeck)
Das Dadaistische Manifest wurde bei der ersten Soirée des „Club-Dada“ am 12. April 1918 von Richard Huelsenbeck verlesen und als Faltblatt verteilt. Es wurde nach dem Erscheinen beschlagnahmt. Das Manifest enthält die wichtigsten Ziele und Absichten der Berliner und Zürcher Anhänger der Kunstbewegung Dada. Es gilt „als der eigentliche Akzent für Dada in Berlin.“

## Manifest
Das Manifest war ursprünglich Der Dadaismus im Leben und in der Kunst betitelt. Unterzeichnet wurde es neben Huelsenbeck auch von Tristan Tzara, Franz Jung, George Grosz, Marcel Janco, Raoul Hausmann, Hugo Ball und Pierre Albert-Birot. Die Anhänger bekennen sich in dem Manifest gegen den Expressionismus und seine gesellschaftsferne Bilderwelt. Sie fordern eine unbeirrte Auseinandersetzung mit der „brutalen Realität“ und dem „simultanen Gewirr von Geräuschen, Farben und geistigen Rhythmen“. Sie wollen sich eine „neue Wirklichkeit der Rechte“ erobern. Jeder sei im Dada willkommen und könne das Wort ergreifen. Dada sei eine Anti-Kunstbewegung, also sei derjenige Dada, der gegen das Manifest ist.

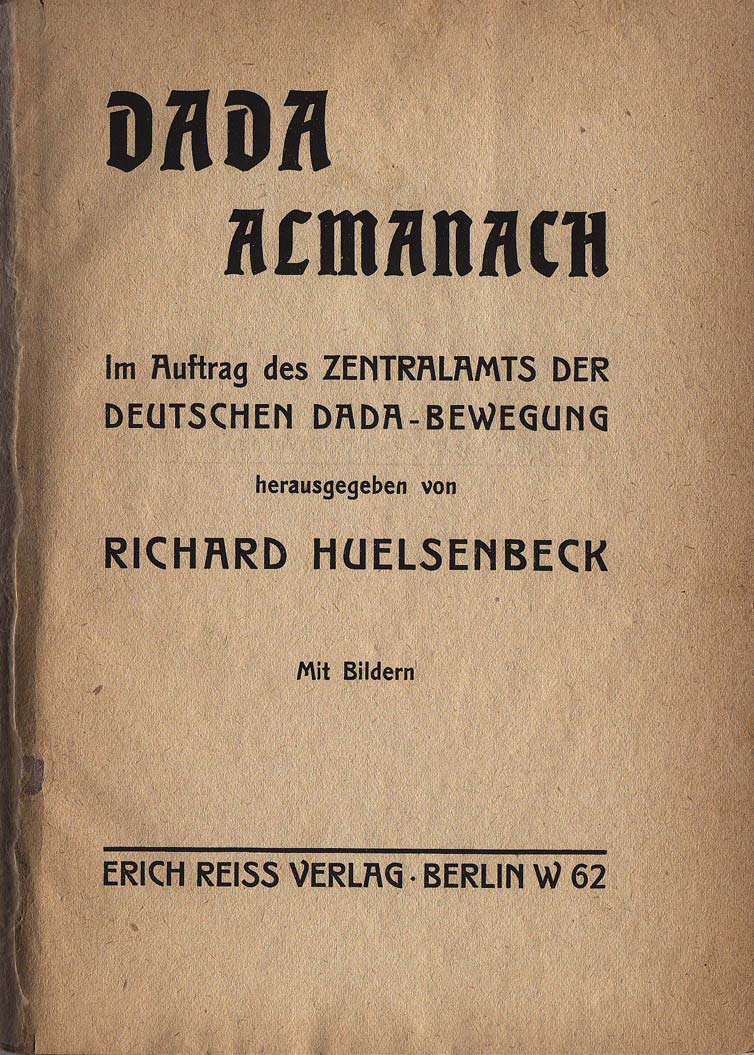

Der Erstdruck erfolgte im Dada Almanach, herausgegeben von Richard Huelsenbeck, Berlin: Erich Reiss Verlag 1920, S. 36–41. In einer Fußnote heißt es: „erstes Dada-Manifest in deutscher Sprache; verfaßt von Richard Huelsenbeck, vorgetragen auf der großen Berliner Dada-Soirée im April 1918“.

## Unterzeichnende
Tristan Tzara, Franz Jung, George Grosz, Marcel Janco, Richard Huelsenbeck, Gerhard Preiß (Musikdada), Raoul Hausmann, Walter Mehring, O. Lüthy, Friedrich Glauser, Hugo Ball, Pierre Albert-Birot, Maria d’Arezzo, Gino Cantarelli, Prampolini (Enrico Prampolini), R. van Rees (Otto van Rees), Madame van Rees (Adriana van Rees-Dutilh), Hans Arp, G. Thäuber (Sophie Taeuber), Andrée Morosini, François Mombello-Pasquati.